# Liederspielplatz
Der Liederspielplatz war eine Kindersendung des DDR-Fernsehens, die ab 1976 in über 200 Episoden im Abendgruß des Sandmännchens ausgestrahlt wurde.

## Konzept der Sendung
Der Liederspielplatz war auf die „musische“ und „instrumentelle Erziehung“ der jungen Zuschauer ausgerichtet. Moderator der Sendung war zumeist der Sänger und Komponist Siegfried Uhlenbrock. Gemeinsam mit Kindern der Musikschule Friedrichshain sang er in der Sendung Lieder und spielte kurze Geschichten, die oft aktuelle Geschehnisse, aber auch Alltagssituationen als Aufhänger benutzten. Neben Uhlenbrock moderierten den Liederspielplatz auch ab und zu die Sängerin und Schauspielerin Angelika Mann und der Schauspieler und Kabarettist Gisbert-Peter Terhorst. Der Sendeplatz der Reihe war das Freitags-Sandmännchen.

## Veröffentlichungen
Zusammen mit Kindern der Musikschule Berlin-Friedrichshain wurden in den 1980er Jahren zwei Langspielplatten mit Kinderliedern veröffentlicht. Beim ersten Album fungierte Siegfried Uhlenbrock als Sänger und Moderator, auf der zweiten Platte übernahm diese Rolle Gisbert-Peter Terhorst.
- 1983: Liederspielplatz (Litera)[3]
- 1988: Liederspielplatz 2 – Das Karussell (Litera)[4]

## Sonstiges
Helga Richter, eine der Regisseurinnen des Liederspielplatzes, war die Ehefrau des Komponisten Wolfgang Richter, zu dessen bekanntesten Werken das Titellied des Sandmännchens gehört.
Als Vorgänger des Liederspielplatzes gilt die Sendung Gisela und die Fernsehfinken mit Gisela Hein, die bis 1960 auf Sendung war und in welcher ebenfalls mit Kindern im Fernsehstudio musiziert und gesungen wurde. Hein wirkte vor ihrer Tätigkeit beim Fernsehen beim Radio. Dort arbeitete sie unter anderem mit Ilse Obrig zusammen, die bereits in den 1950er Jahren erste musikalische Kindersendungen für das Deutsche Fernsehen produzierte.
Im September 1988 wurde erstmals die neue Sendereihe Ulf und Zwulf im Freitags-Sandmännchen gezeigt. Da deshalb der Liederspielplatz entfiel und die neue Reihe bis Anfang 1989 auf diesem Sendeplatz blieb, wurde Ulf und Zwulf vom Publikum teilweise ablehnend aufgenommen. Nach zehn Episoden Ulf und Zwulf wechselte das Programm bis Ende 1991 wieder zum Liederspielplatz.